# Arica Carter
Arica Derris Carter (Los Angeles, 19 luglio 1996) è una cestista statunitense naturalizzata azera, professionista nella WNBA.

## Carriera
È stata selezionata dalle Phoenix Mercury al terzo giro del Draft WNBA 2019 (32ª scelta assoluta).